# Buchs (Aargau)
Buchs  is een gemeente gelegen in het district Aarau (kanton Aargau). Het ligt vlak bij de rivier de Suhre.

## Demografie
Buchs heeft zich tussen 1900 en 1970 sterk geëvolueerd.